# Oedebasis longipalpis
Oedebasis longipalpis är en fjärilsart som beskrevs av Emilio Berio. Oedebasis longipalpis ingår i släktet Oedebasis och familjen nattflyn. Inga underarter finns listade i Catalogue of Life.